# Безумные годы (фильм)
«Безумные годы» (серб. Lude godine) — югославский художественный фильм, снятый в 1977 году режиссёром Зораном Чаличем, известный как первый из популярного цикла, названного в его честь «Безумные годы» (также известного как «Жикина династия»).
Это единственный фильм из цикла, который является не комедией, а драмой. Сценарий, написанный Зораном Чаличем и Йованом Марковичем, предназначался для социально ангажированного фильма, ориентированного в первую очередь на молодёжную, то есть подростковую аудиторию, который должен был предупредить о серьёзных проблемах со здоровьем и других проблемах, которые могут быть вызваны неосторожными сексуальными отношениями. Несмотря на это, она добилась успеха, но колоритные родители двух юных главных героев привлекли гораздо большее внимание зрителей, поэтому были сняты сиквелы, в которых им отводились гораздо более важные роли, а общий тон стал более веселым и жанрово ориентированным на комедия.
Сиквел, «Пришло время любить», вышел в 1980 году и стал более успешным на родине и в СССР.

## Сюжет
Не подозревая об истинной природе секса, двое молодых людей, Мария и Боба, влюбляются друг в друга. Они счастливо проводят дни своей любви. Проблема возникает, когда Мария беременеет. Друзья Бобы узнают об этом и решают помочь. Друг Буле, сын доктора Недельковича, специалиста по гинекологии, обращается к отцу за советом по поводу беременности, на что тот отвечает, что аборт — дело сложное, легко может возникнуть кровотечение или сепсис. С помощью местного продавца вина Мигеты, которого обманом заставили подумать, что тетя Булет беременна, они узнают адрес некоего Дивляка и некоего Сречко, которые могут сделать аборт. Они идут договариваться и узнают, что Сречко давно арестован, поэтому едут к Дивляку. Затем они находят Бобу и делают ему предложение, но он отказывается, говоря, что это его дело. На встрече Боба говорит Марии, что её беременность — её личное, женское дело, и Мария уходит. Родители Марии в ярости из-за её плохих оценок, и начинается драка. В конце концов Мария получает адрес Дивляка от друзей Бобы и идет делать кюретаж. Школьный врач, доктор Лазич, находит Бобу и его друзей в кафе и говорит им, что ему нужно срочно найти Марию, на что подруга Бобы Лидия сообщает, что Мария находится у Дивляка. Затем они все вместе бросаются спасать её. В это время у Дивляка Мария находится в смертельной опасности. Наконец, Боба, Доктор, Миге, остальные и полиция прибывают на место происшествия и захватывают Дивляка. Марию быстро переводят в больницу, где доктор Неделькович, отец Булет, успешно оперирует и спасает ей жизнь, отмечая, что шансы Марии снова стать матерью невелики. Боба уходит через мост, а двое молодых людей целуются на рассвете.

## В ролях
- Риалда Кадрич — Мария
- Владимир Петрович — Боба
- Драгомир Боянич Гидра — Живорад Жика Павлович
- Дара Чаленич — Дара Павлович
- Марко Тодорович — Милан Тодорович
- Елена Жигон — Елена Тодорович
- Велимир Бата Живойнович — доктор философии Неделькович
- Любиша Самарджич — доктор философии Лазович
- Милан Срдок — Миге
- Предраг Тасовац — Доктор
- Душан Тадич — Сотрудник дорожной полиции
- Ана Павлович Зупанц — Учитель
- Петар Лупа — Пьяница
- Ранко Ковачевич — Дивляк
- Владан Живкович — Милицаяц
- Надежда Брадич — госпожа на балконе
- Соня Савич — Лидия
- Светислав Гончич — Буле
- Светлана Тодорович
- Драган Спасоевич
- Зоран Цвиянович — друг Бобы
- Оливер Йежин
- Душко Стеванович
- Ружица Маринкович

## Интересные факты
Роль Марии, подруги Боба, должна была сыграть Соня Савич, но её заменила Риалда Кадрич. Риалда пришла ещё до съемок, хотя актёр Владимир Петрович и актриса Соня Савич долго готовились к главным ролям. Позже Соне дали роль второго плана, она сыграла невестку Бобы Лидию.
В первых двух фильмах сериала семью Марии зовут Джорджевич, а во всех остальных сиквелах — Тодорович.

## Критика
«Безумные годы» получили в целом положительные отзывы критиков, похвалившие сюжет, сценарий и актёрскую игру. На сайте IMDb фильм получил достаточно высокий рейтинг в 7.4/10. В СССР фильм пользовался большой популярностью.

## Сиквел
«Пришло время любить» — югославский комедийный фильм режиссёра Зорана Чалича, премьера которого состоялась в начале 1980 года. Это продолжение фильма 1977 года «Безумные годы», то есть второй фильм из цикла «Безумные годы» и первый комедийный фильм. В отличие от первого фильма, который был социально ориентированной молодёжной драмой, продолжение, «Пришло время любить», уделяло гораздо больше внимания ярким родителям двух главных героев и более легким юмористическим тонам.